# Baependi
Baependi este un oraș în unitatea federativă Minas Gerais (MG), Brazilia.